# 4de Oscaruitreiking
De 4de Oscaruitreiking, waarbij prijzen werden uitgereikt aan de beste prestaties in films uitgebracht tussen 1 augustus 1930 en 1931, vond plaats op 10 november 1931 in het Biltmore Hotel in Los Angeles. De ceremonie werd gepresenteerd door Lawrence Grant.
De grote winnaar van de avond was Cimarron, met in totaal zeven nominaties en drie Oscars.

## Winnaars en genomineerden
De winnaars staan bovenaan in vet lettertype.

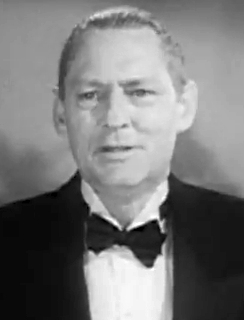
Lionel Barrymore, beste acteur

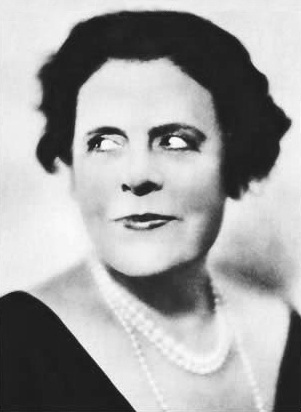
Marie Dressler, beste actrice

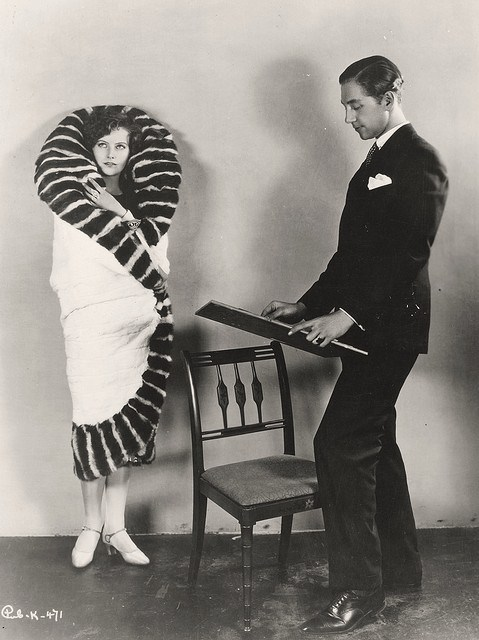
Max Rée, beste artdirection

#### Beste film
- Cimarron - RKO Radio
  - East Lynne - Fox
  - The Front Page - The Caddo Company
  - Skippy - Paramount Publix
  - Trader Horn - Metro-Goldwyn-Mayer

#### Beste regisseur
- Norman Taurog - Skippy
  - Wesley Ruggles - Cimarron
  - Clarence Brown - A Free Soul
  - Lewis Milestone - The Front Page
  - Josef von Sternberg - Morocco

#### Beste acteur
- Lionel Barrymore - A Free Soul
  - Jackie Cooper - Skippy
  - Richard Dix - Cimarron
  - Fredric March - The Royal Family of Broadway
  - Adolphe Menjou - The Front Page

#### Beste actrice
- Marie Dressler - Min and Bill
  - Marlene Dietrich - Morocco
  - Irene Dunne - Cimarron
  - Ann Harding - Holiday
  - Norma Shearer - A Free Soul

#### Beste bewerkte scenario
- Cimarron - Howard Estabrook
  - The Criminal Code - Seton I. Miller en Fred Niblo jr.
  - Holiday - Horace Jackson
  - Little Caesar - Francis Faragoh en Robert N. Lee
  - Skippy - Joseph L. Mankiewicz en Sam Mintz

#### Beste verhaal
- The Dawn Patrol - John Monk Saunders
  - The Doorway to Hell - Rowland Brown
  - Laughter - Harry d'Abbadie d'Arrast, Douglas Doty en Donald Ogden Stewart
  - The Public Enemy - John Bright en Kubec Glasmon
  - Smart Money - Lucien Hubbard en Joseph Jackson

#### Beste camerawerk
- Tabu - Floyd Crosby
  - Cimarron - Edward Cronjager
  - Morocco - Lee Garmes
  - The Right to Love - Charles Lang
  - Svengali - Barney "Chick" McGill

#### Beste artdirection
- Cimarron - Max Rée
  - Just Imagine - Stephen Goosson en Ralph Hammeras
  - Morocco - Hans Dreier
  - Svengali - Anton Grot
  - Whoopee! - Richard Day

#### Beste geluid
- Paramount Publix Studio Sound Department
  - Metro-Goldwyn-Mayer Studio Sound Department
  - RKO Radio Studio Sound Department
  - Samuel Goldwyn-United Artists Studio Sound Department

## Films met meerdere nominaties
De volgende films ontvingen meerdere nominaties: 
| Nominaties | Film           | Awards |
| ---------- | -------------- | ------ |
| 7          | Cimarron       | 3      |
| 4          | Morocco        |        |
| 4          | Skippy         | 1      |
| 3          | A Free Soul    | 1      |
| 3          | The Front Page |        |
| 2          | Holiday        |        |
| 2          | Svengali       |        |